# Arcidiocesi di Abidjan
L'arcidiocesi di Abidjan (in latino Archidioecesis Abidianensis) è una sede metropolitana della Chiesa cattolica in Costa d'Avorio. Nel 2022 contava 2.622.000 battezzati su 3.982.000 abitanti. È retta dall'arcivescovo cardinale Ignace Bessi Dogbo.

## Territorio
L'arcidiocesi comprende parte della città di Abidjan, dove, nel comune di Le Plateau, si trova la cattedrale di San Paolo.
Il territorio è suddiviso in 72 parrocchie.

### Provincia ecclesiastica
La provincia ecclesiastica di Abidjan, istituita nel 1955, comprende 3 suffraganee:
- diocesi di Agboville
- diocesi di Grand-Bassam
- diocesi di Yopougon

## Storia
La prefettura apostolica della Costa d'Avorio fu eretta il 28 giugno 1895, ricavandone il territorio dalla prefettura apostolica della Costa d'Oro (oggi arcidiocesi di Cape Coast).
Il 17 novembre 1911 per effetto del breve Quae Catholico di papa Pio X cedette una porzione del suo territorio a vantaggio dell'erezione della prefettura apostolica di Korogo (oggi diocesi di Katiola) e contestualmente la prefettura apostolica fu elevata a vicariato apostolico.
Il 9 aprile 1940 in forza del decreto Cum in Africae della Sacra Congregazione per la Propagazione della Fede cedette una porzione del suo territorio a vantaggio dell'erezione del vicariato apostolico di Sassandra (oggi diocesi di Daloa) e contestualmente cambiò il proprio nome in vicariato apostolico di Abidjan.
Il 17 maggio 1951 cedette un'altra porzione di territorio a vantaggio dell'erezione della prefettura apostolica di Bouaké (oggi arcidiocesi).
Il 14 settembre 1955 il vicariato apostolico è stato elevato al rango di arcidiocesi metropolitana con la bolla Dum tantis di papa Pio XII.
Il 13 settembre 1963 e l'8 giugno 1982 ha ceduto ulteriori porzioni di territorio a vantaggio dell'erezione rispettivamente della diocesi di Abengourou e delle diocesi di Grand-Bassam e di Yopougon.

## Cronotassi dei vescovi
Si omettono i periodi di sede vacante non superiori ai 2 anni o non storicamente accertati.
- Jules-Joseph Moury, S.M.A. † (18 gennaio 1910 - 29 marzo 1935 deceduto)
- François Person,  S.M.A. † (9 dicembre 1935 - 8 luglio 1938 deceduto)
- Jean-Baptiste Boivin,  S.M.A. † (15 marzo 1939 - 10 giugno 1959 dimesso[1])
- Bernard Yago † (5 aprile 1960 - 19 dicembre 1994 ritirato)
- Bernard Agré † (19 dicembre 1994 - 2 maggio 2006 ritirato)
- Jean-Pierre Kutwa (2 maggio 2006 - 20 maggio 2024 ritirato)
- Ignace Bessi Dogbo, dal 20 maggio 2024

## Statistiche
L'arcidiocesi nel 2022 su una popolazione di 3.982.000 persone contava 2.622.000 battezzati, corrispondenti al 65,8% del totale.
| anno | popolazione | popolazione | popolazione | presbiteri | presbiteri | presbiteri | presbiteri                | diaconi | religiosi | religiosi | parrocchie |
| anno | battezzati  | totale      | %           | numero     | secolari   | regolari   | battezzati per presbitero | diaconi | uomini    | donne     | parrocchie |
| ---- | ----------- | ----------- | ----------- | ---------- | ---------- | ---------- | ------------------------- | ------- | --------- | --------- | ---------- |
| 1950 | 93.810      | 751.000     | 12,5        | 56         | 56         |            | 1.675                     |         |           | 64        | 24         |
| 1959 | 140.730     | ?           | ?           | 82         | 19         | 63         | 1.716                     |         | 10        | 74        | 24         |
| 1969 | 260.000     | 900.000     | 28,9        | 136        | 40         | 96         | 1.911                     |         | 128       | 132       | 35         |
| 1980 | 375.000     | 2.347.000   | 16,0        | 157        | 67         | 90         | 2.388                     | 1       | 137       | 185       | 46         |
| 1990 | 636.000     | 1.329.000   | 47,9        | 122        | 61         | 61         | 5.213                     |         | 131       | 104       | 26         |
| 1999 | 750.000     | 2.500.000   | 30,0        | 191        | 104        | 87         | 3.926                     |         | 353       | 265       | 34         |
| 2000 | 750.000     | 2.500.000   | 30,0        | 184        | 104        | 80         | 4.076                     |         | 306       | 265       | 36         |
| 2001 | 750.000     | 2.500.000   | 30,0        | 234        | 171        | 63         | 3.205                     | 1       | 329       | 272       | 42         |
| 2002 | 750.000     | 2.500.000   | 30,0        | 167        | 102        | 65         | 4.491                     |         | 290       | 276       | 43         |
| 2003 | 750.000     | 2.500.000   | 30,0        | 199        | 139        | 60         | 3.768                     |         | 285       | 166       | 45         |
| 2004 | 750.000     | 2.500.000   | 30,0        | 210        | 136        | 74         | 3.571                     | 1       | 279       | 271       | 44         |
| 2005 | 762.000     | 2.540.000   | 30,0        | 258        | 158        | 100        | 2.953                     | 1       | 451       | 265       | 48         |
| 2006 | 859.000     | 2.616.000   | 32,8        | 370        | 235        | 135        | 2.321                     |         | 582       | 320       | 55         |
| 2011 | 1.987.000   | 3.013.000   | 65,9        | 380        | 216        | 164        | 5.228                     |         | 597       | 325       | 65         |
| 2012 | 2.043.000   | 3.098.000   | 65,9        | 276        | 204        | 72         | 7.402                     |         | 514       | 308       | 67         |
| 2015 | 2.210.000   | 3.351.000   | 66,0        | 483        | 342        | 141        | 4.575                     |         | 417       | 166       | 72         |
| 2018 | 2.379.000   | 3.608.000   | 65,9        | 519        | 378        | 141        | 4.583                     |         | 436       | 166       | 72         |
| 2020 | 2.502.660   | 3.795.650   | 65,9        | 544        | 403        | 141        | 4.600                     |         | 473       | 166       | 72         |
| 2022 | 2.622.000   | 3.982.000   | 65,8        | 573        | 427        | 146        | 4.575                     |         | 478       | 166       | 72         |